# Curt Ragnartz
Curt Sixten Ragnartz egentligen Bengtsson, född 6 september 1902 i Helsingborg, död 8 februari 1947 i Helsingborg, var en svensk kontorist och målare.
Han var son till bagarmästaren Carl Bengtsson och hans hustru Kristina och från 1935 gift med Margit Anna-Maja Nilson samt bror till Henry Ragnartz. Frånsett kortare konststudier för Nils Forsberg i Helsingborg var Ragnartz autodidakt som konstnär. Han medverkade i samlingsutställningar med Helsingborgs konstförening. Hans konst består av motiv från gamla gårdar, bergspartier, porträtt, stilleben och landskap. Ragnartz var representerad vid skådespelarnas ålderdomshem Höstsol i Stockholm.